# Coeliccia arcuata
Coeliccia arcuata – gatunek ważki z rodziny pióronogowatych (Platycnemididae).